# فيلي وليامز (لاعب كرة قاعدة)
فيلي وليامز (بالإنجليزية: Willie Williams)‏ هو لاعب كرة قاعدة أمريكي، ولد في 25 مايو 1925، وتوفي في 23 أغسطس 2011.